# Dave Greenfield
Pour les articles homonymes, voir Greenfield.
David Paul Greenfield, dit Dave Greenfield, né à Brighton le 29 mars 1949 et mort le 3 mai 2020, est un musicien britannique.
Claviériste du groupe The Stranglers depuis 1975, guitariste de plusieurs groupes amateurs ou professionnels avant 1975, il migre par hasard aux claviers. Bien que n'étant pas vraiment un compositeur, le son de ses claviers entre pour beaucoup dans la définition du son des Stranglers.

## Biographie

### Enfance et jeunesse
Né le 29 mars 1949 à Brighton, David Paul Greenfield est le fils d'un ancien musicien professionnel qui s'est reconverti dans l'imprimerie. Au lycée, il fait la connaissance d’un camarade plus âgé qui lui apprend la guitare et l’enrôle, en tant que guitariste rythmique, dans son groupe amateur : The Ambassadors. En parallèle, il apprend le piano tout seul à la maison et la théorie musicale à l'école. Entre The Ambassadors et The Stranglers, il va intégrer dix-huit groupes amateurs ou professionnels et migrer aux claviers, un peu par hasard, parce qu’un de ces groupes a besoin d’un claviériste.

### Carrière musicale

#### Avant les Stranglers
Dave Greenfield quitte le lycée à 17 ans, sans le A-level, pour rejoindre un groupe qui part en tournée en Allemagne. Entre 1966 et 1975, il fait le circuit des bases américaines et des clubs locaux et enregistre son premier 45 tours en 1970 au sein du groupe Blue Maxi. Cette reprise de Jerry Keller, Here Comes the Summer, qui sort en France, en Hollande et en Grande-Bretagne, ne rencontre aucun succès. Puis il rejoint le groupe de rock progressif Rusty Butler en 1973 et enregistre avec eux des maquettes qui ne sortiront jamais. Il quitte Rusty Butler en avril 1974 pour rejoindre un autre groupe de rock progressif, Credo qui se sépare au printemps 1975, laissant Dave Greenfield au chômage. Jusqu'à présent, il n'a pas eu beaucoup de chance avec ses groupes successifs mais il continue d'espérer de trouver les bons partenaires. En juillet 1975, il est en vacances en Allemagne quand sa tante, qui fait un peu office de manager, trouve la petite annonce des trois autres Stranglers dans le Melody Maker.

#### Les Stranglers
L'audition a lieu dans la maison de Chiddingfold que Jet Black a louée pour le groupe. Dave Greenfield est instantanément adopté. Hugh Cornwell dira plus tard que son style proche de celui de Ray Manzarek a fait pencher la balance en sa faveur. Son premier concert avec le groupe a lieu le 24 août 1975 au Watchfield Free festival, moins d'un mois après son arrivée. Selon l'un des premiers managers du groupe, Brian Crook : « L’influence de Dave sur le groupe est essentielle. Il les a soudés, sans aucun doute. Son habileté à jouer était remarquable. Ils ne pouvaient plus échouer à partir de ce moment-là. Le jour où il a été embauché, vous pouviez dire avec certitude qu’ils allaient y arriver. » Outre le fait qu'il tire les trois autres vers le haut, il apporte quelque chose de différent et permet au groupe de trouver son style. Jean-Jacques Burnel témoignera également à ce sujet : « Quand Dave est arrivé, il a apporté un côté plus sombre dans le mélange avec son orgue gothique et j'ai pu m'identifier davantage avec ça. Nous avons commencé à trouver une direction. » Dave Greenfield lui-même dépeint le groupe, à partir de là, comme les quatre pôles opposés d'un aimant.
Étant le musicien le plus doué et le seul qui soit un professionnel à son arrivée, son incorporation est liée au succès du groupe. Un de leurs proches rapportera : « Je sais qu'il y avait l'idée dans l'air que Dave leur donnait beaucoup de son temps et que, s'ils ne décollaient pas, alors il s'en irait, ferait autre chose et choisirait un autre vecteur, ce qui était normal. » Finalement, Dave Greenfield se stabilisera avec les Stranglers pendant tout le reste de sa carrière et enregistrera avec eux ses premiers albums. Il collaborera également avec JJ Burnel sur plusieurs projets solo initiés par celui-ci.

### Mort
Dave Greenfield, admis à l'hôpital pour des problèmes cardiaques, y contracte la maladie de type Coronavirus appelée covid-19, durant la pandémie de l'année 2020. Il en meurt le 3 mai 2020,, à l'âge de 71 ans.

## Œuvre musicale

### Formation et influences
Contrairement à ce que certains pensent, Dave Greenfield connaissait à peine les Doors en 1975 et n'avait donc pas subi l'influence de Ray Manzarek. Il préfère parler de « développement parallèle ». En bon fan de rock progressif qu'il est, ses premiers modèles sont plutôt Rick Wakeman de Yes et Jon Lord de Deep Purple. Parmi ses autres influences musicales, il cite les Beach Boys, les Beatles et Motown. Mais très vite, il déclare ne plus écouter les autres claviéristes « au cas où je serais influencé inconsciemment. »

### Style musical

#### En tant qu'instrumentiste
En choisissant Wakeman et Lord pour modèles, soit deux authentiques virtuoses, Dave Greenfield a mis la barre très haut mais sa technique irréprochable est en évidence dès les premiers albums. Dans le contexte du mouvement punk, c'est d'ailleurs un motif de reproche pour certains amateurs de punk rock. En 1997, le magazine Keyboard Review juge que : « Une des principales raisons de la longévité et de l'attrait des Stranglers tient au travail obsédant et souvent complexe de Dave Greenfield aux claviers. »
Si, dès le début, les Stranglers sont un groupe instantanément reconnaissable, c'est en grande partie grâce à lui. De même, l'évolution que connaît le groupe, notamment sous sa forme MK I, provient, pour beaucoup, de l'évolution de son matériel ainsi que de sa manière de jouer : il passe ainsi des arpèges rapides joués à l'orgue Hammond sur Rattus Norvegicus aux séquences programmées sur Norfolk Coast en passant par les accords tenus typiques de la new wave des années 1980 sur Feline. Pendant la majeure partie de sa carrière au sein des Stranglers, Dave Greenfield fait une recherche constante sur le son, ce qui vaut au groupe cette appréciation du journaliste spécialisé Mark Jenkins : « Les Stranglers sont restés un bon exemple de groupe actif qui a fait évoluer les sons analogiques comme numériques des claviers depuis leur apparition dans les années 70 jusqu'à aujourd'hui. »
Bien qu'ayant peu apporté de compositions (Golden Brown est un contre-exemple célèbre), c'est un élément essentiel du groupe par les arrangements qu'il apporte. Hugh Cornwell a expliqué leur méthode de travail sur les premiers albums, dans le livre qu'il a écrit pour expliquer les chansons : « John [JJ Burnel] et moi mettions au point la manière dont la chanson se combinait avec les textes pendant que Dave nous accompagnait. John ou moi lui disions si ça nous convenait et alors il pensait : « S'ils aiment ça, je vais en faire plus ». John et moi changions ce que nous écrivions pour faire de la place à Dave et c'est pourquoi les chansons sont si bien arrangées, parce qu'il y avait beaucoup d'interaction entre les trois instruments mélodiques. »
Cette méthode change avec les années et l'éloignement géographique et humain des différents membres du groupe. Dans les années 1990, les changements de personnel font que Dave Greenfield se sent bien souvent marginalisé. Il déclare dans la biographie officielle publiée en 1997 : « John [Ellis] et Paul [Roberts] arrivent maintenant avec des chansons finies et veulent qu'elles soient enregistrées telles quelles. Autrefois, les chansons étaient des catalyseurs. » C'est une source de frustration pour lui et il envisage même de quitter le groupe. À partir de 2004, le retour à une formule qui privilégie le travail collectif lui permet de participer de nouveau à l'arrangement des titres et aux claviers de retrouver leur prééminence sonore.

#### En tant que chanteur
Dave Greenfield est également le troisième chanteur des Stranglers entre le premier album Rattus Norvegicus et le cinquième The Gospel According to the Meninblack. Il interprète à chaque fois une chanson sur chacun de ces albums, essentiellement parce que les deux autres instrumentistes avaient du mal à assurer en même temps chant et jeu.

### Matériel
En 1975, Dave Greenfield débarque dans le groupe avec un orgue Hammond L100 et un piano de marque Hohner Cembalet (dont la production a déjà été arrêtée à cette époque). C'est avec cela qu'il enregistre les deux premiers albums en totalité ou en partie. Il cite encore le Hammond comme son instrument préféré. Il commence à utiliser des synthétiseurs à partir du deuxième album, No More Heroes, notamment le Mini Moog. Mais le grand changement se produit lorsque le groupe enregistre son quatrième album, The Raven, pour lequel Dave Greenfield s'équipe d'un synthé polyphonique, en l'occurrence l'Oberheim 8 Voice qui est encore analogique. Il utilise également le piano électrique Yamaha CP 30 et un petit synthé EDP de type Wasp.
Les années 1980 voient un nouveau changement de matériel : les synthés polyphoniques sont maintenant constitués du synthé analogique/numérique PPG Wave 2 accompagné d'un Oberheim OB-Xa ou OB-8. Le Mini Moog est resté mais pas le Wasp ni le piano Yamaha. Au début des années 1990, le PPG Wave est abandonné au profit de l'Oberheim OB-8 et des premiers échantillonneurs de marque Akai et Ensoniq. Depuis, il reste fidèle à la marque Akai pour les samplers, utilisant successivement le S1000 en 1997 et le S3000 en 2004, ainsi que les classiques synthétiseurs numériques Yamaha DX7 et Roland JD-800.

### Héritage musical
En Grande-Bretagne, les claviéristes Candida Doyle de Pulp et Clint Boon de Inspiral Carpets ont cité Dave Greenfield parmi leurs influences. En France, c'est le cas d'Arnold Turboust et de Françoise Wald dite Janine de WC3.

## Discographie

### En collaboration avec JJ Burnel
- Fire and Water (Écoutez vos murs) (1982) - BO
- Purple Helmets - Ride again (1988)
- Purple Helmets - Rise again (1989)

### Autres participations
- Play Group - Love goes round (1984) : claviers sur deux titres
- The Revenge - Wartime (1985) : claviers
- Beranek - Daylight in the dark (1986) : claviers
- Gaye Bikers on Acid - All Hung Up (1987) : claviers sur 1 titre
- Mona Mur - Mona Mur (1987) : claviers
- The Revenge - Sweet and Sour (1987) : claviers sur deux titres
- Dani - N comme Never Again (1993) : claviers